# Genki Hirakawa
Genki Hirakawa (平川 元樹 Hirakawa Genki?, nacido el 8 de julio de 1996 en Hokkaido) es un futbolista japonés que juega como delantero.
En 2019, Hirakawa se unió al Iwate Grulla Morioka de la J3 League.

## Trayectoria

### Clubes
| Club                 | País  | Año    |
| -------------------- | ----- | ------ |
| Iwate Grulla Morioka | Japón | 2019 - |

## Estadística de carrera

### J. League
| Club                 | Año   | J. League | J. League | Copa J. League | Copa J. League | Total | Total |
| Club                 | Año   | Part.     | Goles     | Part.          | Goles          | Part. | Goles |
| -------------------- | ----- | --------- | --------- | -------------- | -------------- | ----- | ----- |
| Iwate Grulla Morioka | 2019  | 7         | 0         | -              | -              | 7     | 0     |
| Total                | Total | 7         | 0         | 0              | 0              | 7     | 0     |